# IV Giochi paralimpici invernali
I IV Giochi paralimpici invernali si sono disputati ad Innsbruck (Austria) dal 17 al 24 gennaio 1988.

## I Giochi

### Discipline
- Sci alpino
- Corse di slittino sul ghiaccio
- Sci nordico
  -  Biathlon
  -  Sci di fondo

## Medagliere

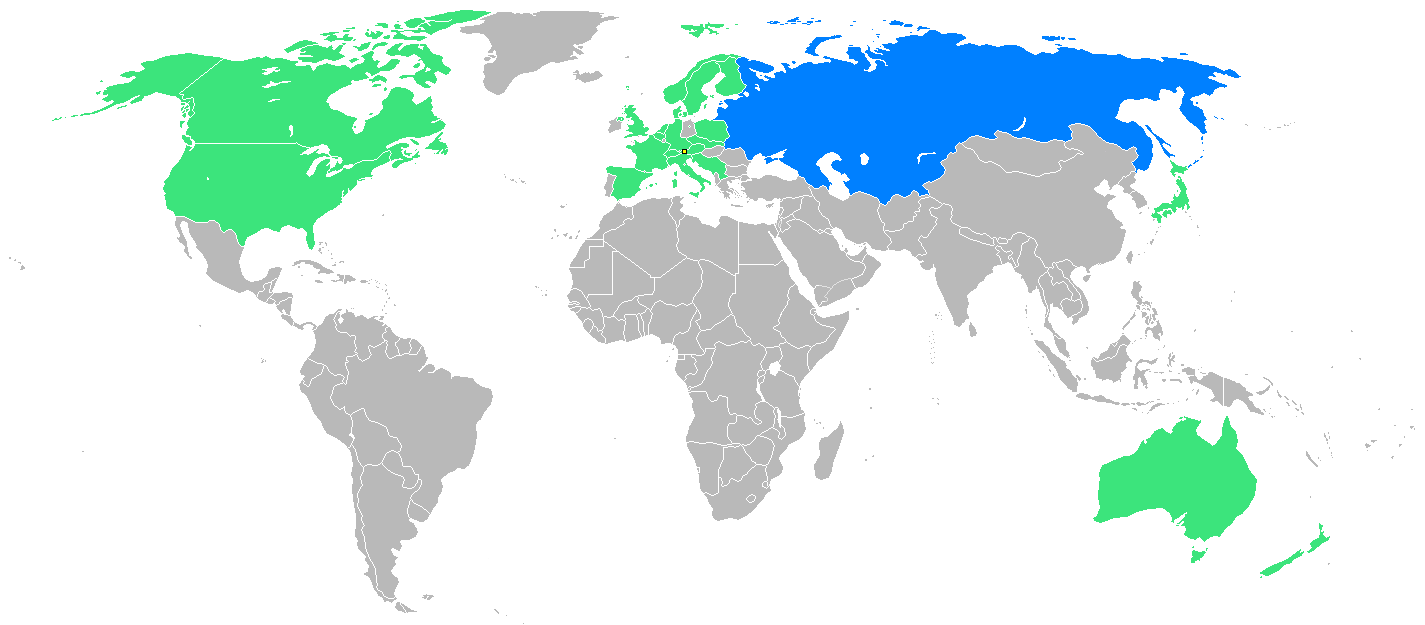
I paesi partecipanti; quelli partecipanti per la prima volta sono in blu.

I primi 10 CPN per numero di medaglie d'oro sono elencati di seguito. La nazione ospitante (Austria) viene evidenziata.
| Posizione | Paese          |    |    |    |     |
| --------- | -------------- | -- | -- | -- | --- |
| 1         | Norvegia       | 25 | 21 | 14 | 60  |
| 2         | Austria        | 20 | 10 | 14 | 44  |
| 3         | Germania Ovest | 9  | 11 | 10 | 30  |
| 4         | Finlandia      | 9  | 8  | 8  | 25  |
| 5         | Svizzera       | 8  | 7  | 8  | 23  |
| 6         | Stati Uniti    | 7  | 17 | 6  | 30  |
| 7         | Francia        | 5  | 5  | 3  | 13  |
| 8         | Canada         | 5  | 3  | 5  | 13  |
| 9         | Svezia         | 3  | 7  | 5  | 13  |
| 10        | Italia         | 3  | 0  | 6  | 9   |
| Totale    | Totale         | 94 | 89 | 79 | 260 |